# Corno di camoscio (registro d'organo)
Il corno di camoscio è un particolare registro dell'organo.

## Struttura
Il corno di camoscio è un registro ad anima presente nelle misure di 32', 16', 8', o 4', con un suono simile a quello del flauto, benché il suo timbro sia variato considerevolmente nel corso dei secoli a partire dalla sua prima apparizione, intorno al XVI secolo.
Nato per imitare l'omonimo strumento, le canne di questo registro possono essere aperte o tappate. Nel caso del corno di camoscio con canne totalmente aperte, questo registro viene aggregato alla famiglia dei principali ed il suo suono è dolce e preciso. Quando le sue canne sono tappate o semitappate, invece, lo si aggrega invece alla famiglia dei flauti e dei bordoni, e il suono prodotto è più flautato e rotondo.
Il corno di camoscio è anche conosciuto come Cor de Chamois in Francia, e Gemshorn (quando le canne sono aperte), Gedacktpommer (quando le canne sono chiuse) o Alphorn (quando le canne sono semitappate) in Germania.